# Zelene, Mîkolaiiv
Zelene (în ucraineană Зелене) este un sat în comuna Bezvodne din raionul Mîkolaiiv, regiunea Mîkolaiiv, Ucraina.

## Demografie
Componența lingvistică a localității Zelene
     Ucraineană (93,28%)
     Rusă (6,34%)
     Alte limbi (0,37%)
Conform recensământului din 2001, majoritatea populației localității Zelene era vorbitoare de ucraineană (93,28%), existând în minoritate și vorbitori de rusă (6,34%).